# رالوكسيفين
رالوكسيفين (بالإنجليزية: Raloxifene)‏ هو دواء يُستعمل في علاج:
- هشاشة العظام[9]
- مرض عظمي[9]